# Новиград-на-Добрій
45°28′ пн. ш. 15°26′ сх. д. / 45.47° пн. ш. 15.44° сх. д.
Новиград-на-Добрій (хорв. Novigrad na Dobri) — населений пункт у Хорватії, у Карловацькій жупанії у складі громади Нетретич.

## Населення
Населення за даними перепису 2011 року становило 85 осіб.
Динаміка чисельності населення поселення: